# Aaron Scott
Aaron James Scott (Hamilton, 1986. július 18. –) új-zélandi válogatott labdarúgó, a Tawa játékosa.

## Sikerei, díjai

### Klub
- Waitakere United
  - Új-zélandi bajnok (Champion): 2009-10, 2010-11, 2011-12, 2012-13
  - Új-zélandi bajnok (Premiership): 2008-09, 2010-11, 2012-13
  - ASB National Youth League: 2008, 2011
  - ASB Phoenix Challenge: 2010
  - ASB Charity Cup: 2012

### Válogatott
- Új-Zéland
  - OFC-nemzetek kupája: 2008